# Sagamihara

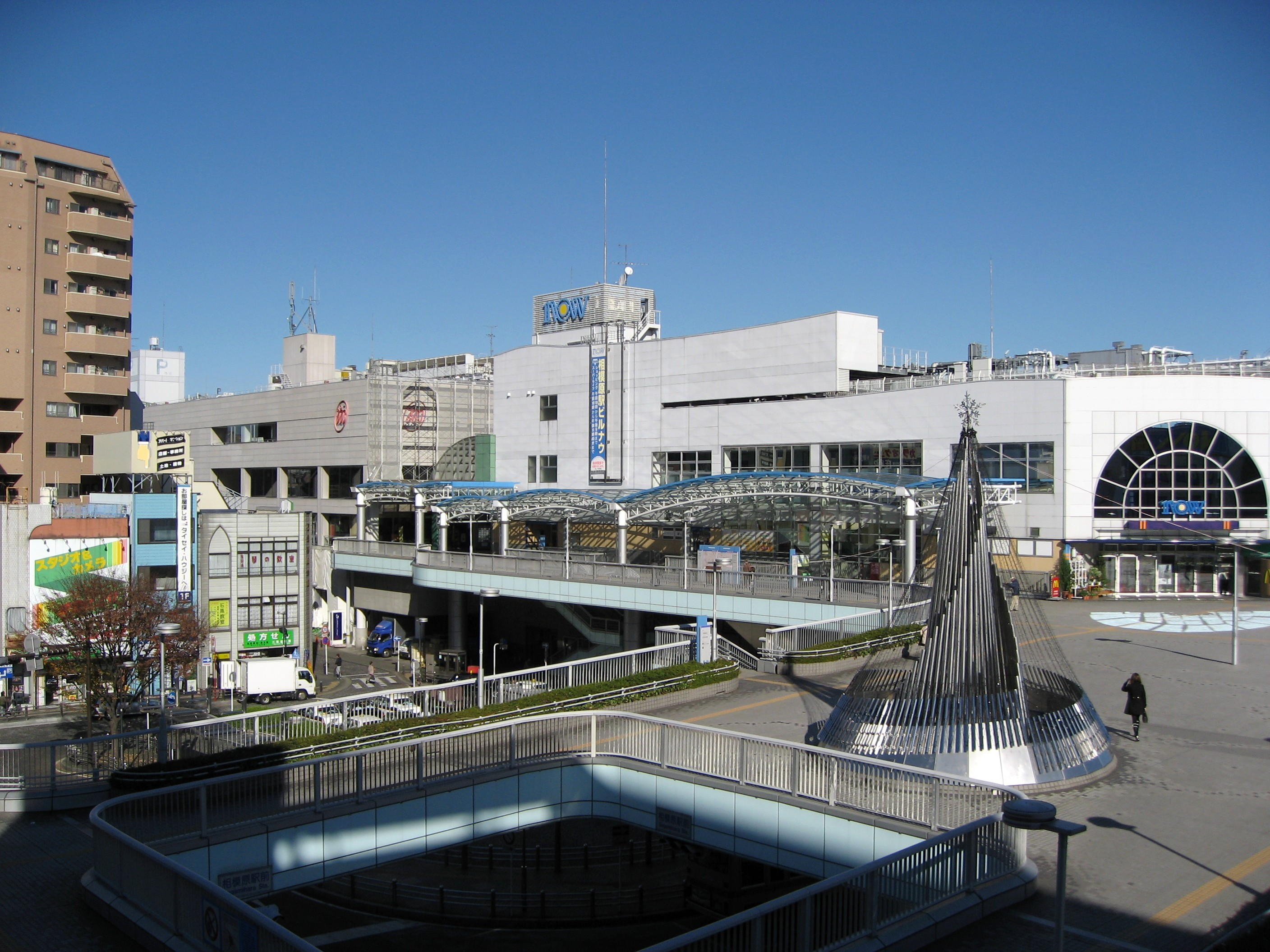
Järnvägsstation i Sagamihara.

Sagamihara (japanska: 相模原市?, Sagamihara-shi) är en stad i Kanagawa prefektur i Japan.  
Sagamihara ingår i Tokyos storstadsområde.
Den 25 juli 2016 dödades 19 personer och 26 skadades i en knivattack på ett vårdhem för handikappade i staden.

## Administrativ indelning
Sagamihara är sedan 2010 en av landets numera tjugo signifikanta städer med speciell status (seirei shitei toshi). 
och delas som sådan in i ku, administrativa stadsdelar. Sagamihara består av tre sådana stadsdelar.
|           |        | Invånare 1 oktober 2015 | Area (km²) |
| --------- | ------ | ----------------------- | ---------- |
| Chūō-ku   | 中央区 | 270 021                 | 36,87      |
| Midori-ku | 緑区   | 173 710                 | 253,68     |
| Minami-ku | 南区   | 277 183                 | 38,11      |